# Gloria Jones

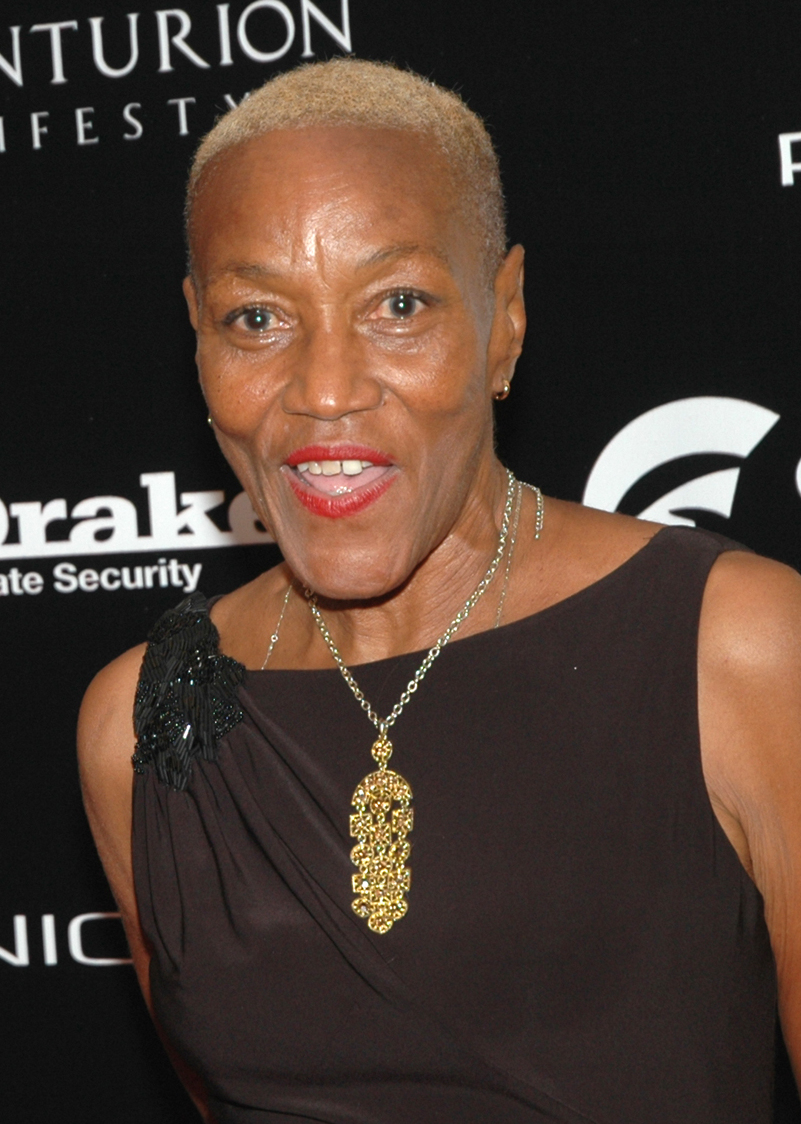
Gloria Jones, 2014

Gloria Richetta Jones (* 19. Oktober 1945 in Cincinnati) ist eine US-amerikanische Sängerin und Songwriterin, die zeitweilig auch unter dem Pseudonym LaVerne Ware komponierte. 1965 veröffentlichte sie den Song Tainted Love.

## Leben und Wirken

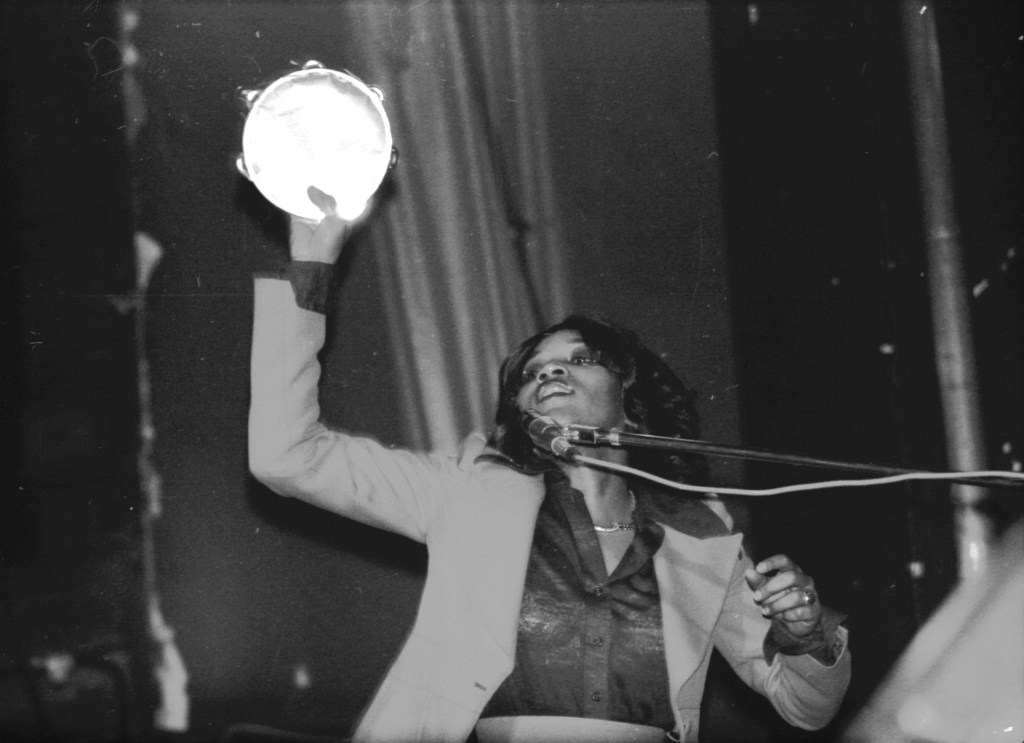
Gloria Jones, 1976

Gloria Jones wurde 1945 als Tochter eines Geistlichen der Pfingstbewegung in Cincinnati geboren. Sie kam früh mit Musik in Berührung, lernte mit sieben Jahren Klavierspielen und begleitete darauf mit zehn Jahren den Kirchenchor ihres Vaters. Ihr Bruder Richard Davis Jones (1947–2001) war ebenfalls Musiker sowie Musikproduzent.
Später zog die Familie nach Los Angeles. Dort führte Jones ihre Schulausbildung fort. Gleichzeitig wurde sie Mitglied der 1960 von Andraé Crouch gegründeten Gospel-Gruppe COGIC Singers, zu der außerdem dessen Schwester Sandra Crouch sowie Enda Wright, Sondra Williams, Frankie Karl (späterer Motown-Songwriter) und Billy Preston an der Orgel gehörten. Die Gruppe trat in Kirchen in Los Angeles auf und veröffentlichte 1965 das Album It’s a Blessing.
Der Motown-Produzent Hal Davis (1933–1998) hörte die COGIC Singers und machte daraufhin Jones mit dem Songwriter Ed Cobb (1938–1999) bekannt. Cobb hatte mit Billy Preston das Instrumentalstück Heartbeat produziert, für das er noch eine Sängerin suchte. Darüber hinaus nahm er mit Jones den von ihm geschriebenen Song Tainted Love auf. Diese beiden ersten Singles von Jones – beide später von der Northern-Soul-Szene geschätzt – hatten bei ihrem Erscheinen 1965 zunächst keinen Erfolg. Erst zu Beginn der 1970er wurden sie in der britischen Club-Szene häufig gespielt. Von Tainted Love entstanden in den folgenden Jahrzehnten zahlreiche Coverversionen inklusive des 1981 veröffentlichten gleichnamigen Soft-Cell-Hits. 1966 erschien Jones’ erstes Album Come Go with Me beim Label Uptown mit Heartbeat und anderen Soul-Stücken.
Danach war Jones als Backgroundsängerin für Musiker wie Phil Spector und Bob Dylan tätig. Sie trat bei dem Musical Hair in Los Angeles auf. Nach einem Treffen mit Pam Sawyer begann sie, für Motown Records Songs zu schreiben und arbeitete unter anderem mit The Four Tops, The Commodores, The Jackson 5 und Gladys Knight & the Pips zusammen. Zu diesem Zeitpunkt hatte sie bereits einen jungen Sohn. 1973 brachte Jones ihr zweites Solo-Album Share My Love bei Motown heraus. Neben Soul finden sich darauf Elemente des frühen Disco-Sounds. Das Album wurde 2009 von Reel Music mit einem Bonustrack neu aufgelegt.
Nachdem Jones in den Vereinigten Staaten als Sängerin nie mehr als regionalen Erfolg erzielen konnte, ging sie nach Großbritannien, wo die Nachfrage aufgrund der Northern-Soul-Bewegung größer war. 1974 wurde sie Backgroundsängerin und Clavinet-Spielerin der englischen Band T. Rex. Sie und Bandgründer Marc Bolan, der von seiner Frau getrennt lebte, begannen ein Verhältnis. Am 26. September 1975 kam ihr gemeinsamer Sohn Rolan Seymour Feld Bolan zur Welt. Jones beeinflusste Marc Bolans Musik in Richtung Soul und Dance, während Bolan sie bei ihrem neuen Album Vixen (1976) unterstützte. Beide waren daran als Songwriter und Produzenten beteiligt.

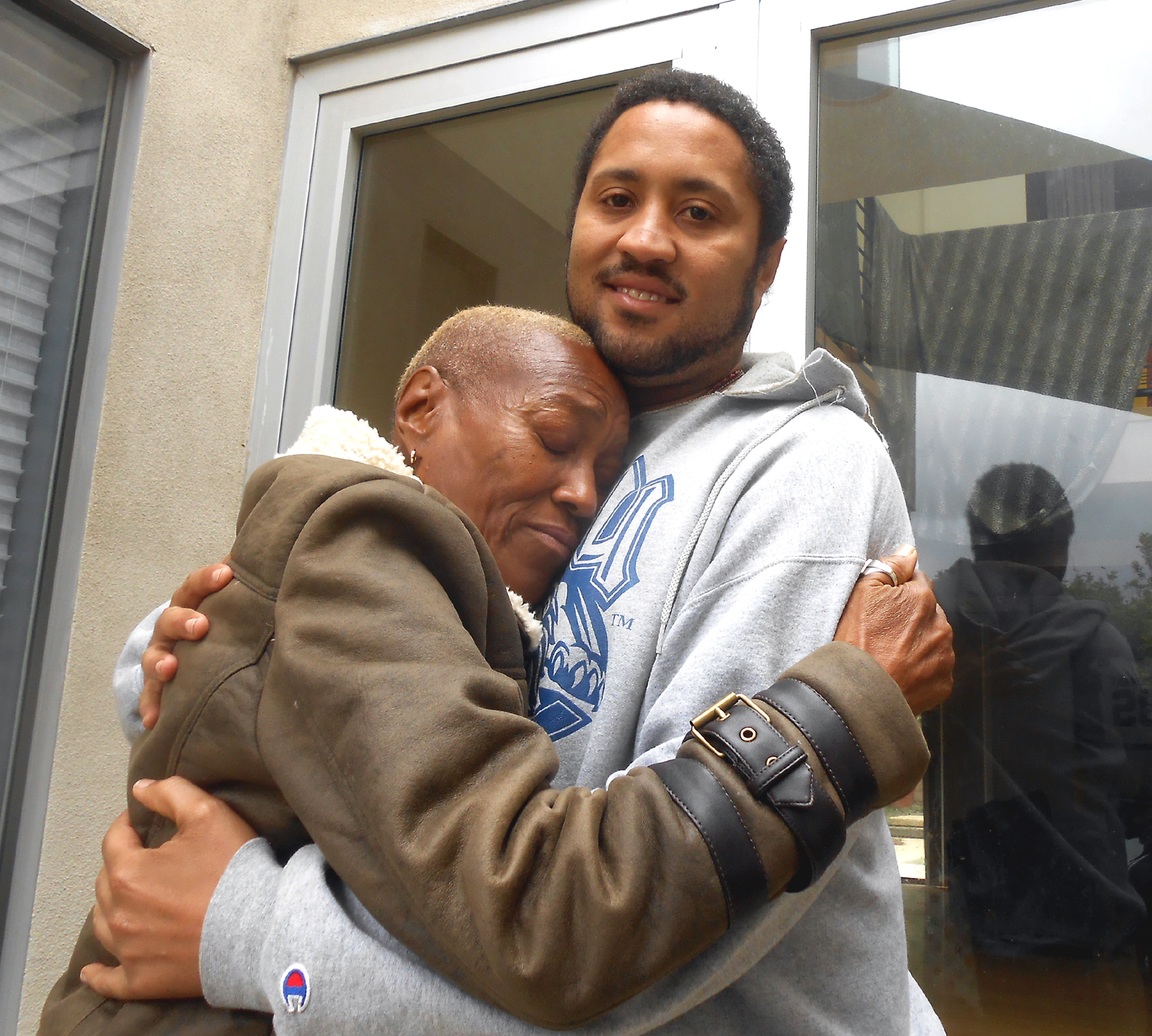
Gloria Jones mit ihrem Sohn Rolan in Hollywood 2014

Am 16. September 1977 wollte Jones Marc Bolan nach einem Restaurantbesuch in Mayfair zurück zu seiner Wohnung in Richmond bringen. Während der Fahrt verlor sie in Barnes die Kontrolle über ihren Wagen und fuhr gegen einen Baum. Bolan war sofort tot, während Jones sich den Kiefer brach und einen Schock erlitt. Nach ihrer Genesung kehrte Jones in die Vereinigten Staaten zurück. Einer gerichtlichen Vorladung nach London wegen Autofahrens in fahruntüchtigem Zustand (beim Essen war Wein getrunken worden) kam sie nicht nach.
Jones lebte danach mit ihrem Sohn in Los Angeles. Da sie nicht mit Bolan verheiratet gewesen war, stand ihr nur wenig Geld zur Verfügung. Die Familie wurde jedoch von Bolans Freund und Rolans Taufpaten David Bowie finanziell unterstützt. Als Folge des Unfalls hatte Jones’ Stimme an Intensität und Kraft verloren. 1978 erschien bei Capitol Records ihr Disco-Album Windstorm, von dem mehrere Singles ausgekoppelt wurden. Produzent des Albums war ihr Bruder Richard Jones. 1982 folgte das Album Reunited bei AVI Records, das Jones in Zusammenarbeit mit Ed Cobb aufgenommen hatte. Danach erschienen von ihr nur noch Compilation-Alben.
Jones heiratete Chris Mitchell, der im Vertrieb einer Plattenfirma arbeitet. 1995 gingen sie nach Südafrika, wo sie eine HIV-Wohlfahrtseinrichtung gründeten. Danach zogen sie nach Sierra Leone und eröffneten in Makeni die Marc Bolan School of Music and Film, ein Waisenhaus, das mit Musik als Therapiemittel für traumatisierte Kinder arbeitet. Jones singt nicht mehr selbst, sondern unterstützt die Musikkarriere ihres Sohnes Rolan. 2013 trat sie in dem 2014 mit einem Oscar ausgezeichneten Dokumentarfilm 20 Feet from Stardom auf, der das Leben von Begleitsängern dokumentiert.

## Diskografie

### Soloalben
- 1966: Come Go With Me
- 1973: Share My Love
- 1976: Vixen
- 1978: Windstorm
- 1982: Reunited
- 1996: Vixen/Windstorm
- 2009: Share My Love

### Singles (Auswahl)
- 1965: Tainted Love / My Bad Boy's Coming Home
- 1965: Heartbeat
- 1966: Finders Keepers / Run One Flight Of Stairs
- 1966: Come Go With Me / How Do You Tell An Angel
- 1968: I Know / What You Want (Baby I Want You)
- 1969: Look What You Started / When He Touches Me
- 1973: Tin Can People / So Tired (Of The Way You're Treating Our Love Baby)
- 1973: Why Can't You be Mine / Baby Don't Cha Know (I'm Bleeding For You)
- 1976: I Ain't Going Nowhere
- 1976: Get It On
- 1977: Go Now
- 1978: Bring On The Love
- 1978: Woman Is a Woman / Blue Light Microphone
- 1978: When I Was a Little Girl
- 1982: Body Heat

### Kompositionen (Auswahl)
Gloria Jones komponierte unter anderem folgende Songs für andere Interpreten (überwiegend als Co-Songwriter mit Pam Sawyer):
- 1966: Tell Me I’ll Never Be Alone von Martha & the Vandellas (als LaVerne Ware)
- 1970: If I Were Your Woman von Gladys Knight & the Pips (als LaVerne Ware)
- 1970: Just Seven Numbers (Can Straighten Out My Life) von Four Tops (als LaVerne Ware)
- 1970: Your Love Was Worth Waiting For von David & Jimmy Ruffin
- 1970: When My Love Hand Comes Down von David & Jimmy Ruffin (als LaVerne Ware)
- 1970: 2-4-6-8 von The Jackson Five
- 1971: Let’s Go back to Day One von Eddie Kendricks (als LaVerne Ware)
- 1971: Have I Lost You von The Supremes (als LaVerne Ware)
- 1971: Leaving Ya Going My Way von Wayne Newton
- 1972: My Mistake (Was to Love You) von Diana Ross & Marvin Gaye
- 1972: If You Were My Woman von Jermaine Jackson (als LaVerne Ware)
- 1972: I Love You Yes I Do von Rahsaan Roland Kirk (als LaVerne Ware)
- 1973: Take Me Girl, I’m Ready von Jr. Walker & The All Stars (als LaVerne Ware)
- 1973: I Don’t Need No Reason von Jr. Walker & The All Stars
- 1973: Where Do You Go (Baby) von Eddie Kendricks
- 1973: I Ain’t Going Nowhere von Jr. Walker & The All Stars
- 1973: I’m Learning to Trust My Man von Sisters Love (als LaVerne Ware)
- 1973: There’s a Lesson to Be Learned von Gladys Knight & the Pips (als LaVerne Ware)
- 1974: The Assembly Line von The Commodores
- 1974: Master of My Mind von Gladys Knight & the Pips
- 1974: The Zoo (The Human Zoo) von The Commodores
- 1974: I Ain’t That Easy to Loose von Jr. Walker & The All Stars
- 1975: This World Has Music von Average White Band (als LaVerne Ware)
- 1975: Let’s Go Back to Day One von Michael Masser
- 1976: If I Were Your Woman von Bonnie Bramlett
- 1976: Tin Can People von Rare Earth
- 1977: Haven’t Stopped Dancing Yet von Gonzalez
- 1978: I Ain’t That Easy to Lose von Thelma Houston
- 1979: You von Billy Preston
- 1980: Christmas Won’t Be the Same This Year von The Jackson Five (als LaVerne Ware)
- 1986: Teenage Symphony von The Jackson Five
- 2004: Prices On My Head von Young Buck
- 2004: Last Laugh von Cypress Hill